# Mazariegos
Mazariegos település Spanyolországban, Palencia tartományban. Mazariegos Fuentes de Nava, Becerril de Campos, Villamartín de Campos, Baquerín de Campos és Villaumbrales községekkel határos. Lakosainak száma 202 fő (2024).

## Népesség
A település népessége az elmúlt években az alábbi módon változott:
| Lakosok száma | 285  | 267  | 259  | 254  | 249  | 233  | 215  | 220  | 212  | 202  |
|               | 2001 | 2004 | 2007 | 2009 | 2012 | 2014 | 2017 | 2019 | 2022 | 2024 |